# El Trópico, Tlaltetela
El Trópico är en ort i Mexiko.   Den ligger i kommunen Tlaltetela och delstaten Veracruz, i den sydöstra delen av landet, 230 km öster om huvudstaden Mexico City. El Trópico ligger 1 071 meter över havet och antalet invånare är 328.
Terrängen runt El Trópico är huvudsakligen kuperad, men västerut är den bergig. Runt El Trópico är det ganska tätbefolkat, med 214 invånare per kvadratkilometer. Närmaste större samhälle är Coatepec, 18,5 km norr om El Trópico. I omgivningarna runt El Trópico växer huvudsakligen savannskog.